# بنية شجرية

هيكل شجري يوضح التنظيم الهرمي المحتمل للموسوعة

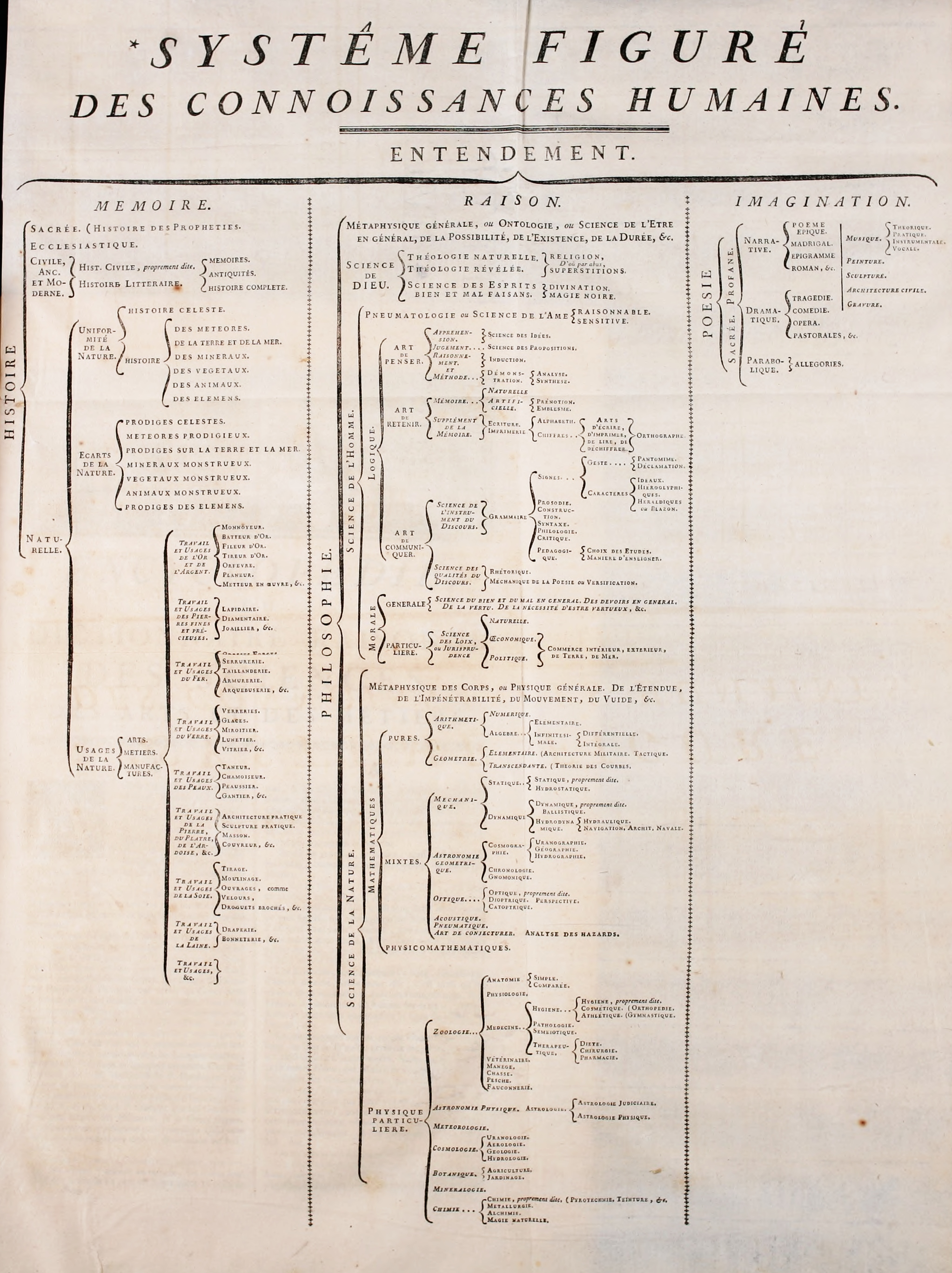
استخدمت الموسوعة الأصلية (1752) مخططًا شجريًا لإظهار الطريقة التي تم بها ترتيب موضوعاتها.

بنية شجرية ، أو مخطط الشجرة ، أو نموذج الشجرة هو طريقة لتمثيل الطبيعة الهرمية لهيكل ما في شكل رسومي. وقد سُمي "هيكل الشجرة" لأن التمثيل الكلاسيكي يشبه الشجرة ، على الرغم من أن المخطط يكون مقلوبًا عادةً مقارنة بالشجرة البيولوجية، مع "الجذع" في الأعلى و"الأوراق" في الأسفل.
هيكل الشجرة هو مفهوم تصوري، ويظهر في عدة أشكال. لمناقشة هياكل الشجرة في مجالات محددة، انظر شجرة (هيكل البيانات) في علم الحاسوب؛ وبالنسبة لما يتعلق الأمر بنظرية الرسم البياني، انظر شجرة (نظرية الرسم البياني) أو شجرة (نظرية المجموعات) . تجد أدناه مقالات أخرى ذات صلة.

## المصطلحات والخصائص
عناصر الشجرة تُسمى " عُقد ". الخطوط التي تربط العناصر تُسمى "فروع". العُقد التي لا تحتوي على أطفال بالعقد الورقية ، أو "العقد النهائية"، أو "الأوراق".
كل هيكل شجري نهائي يحتوي على عنصر ليس له عضو أعلى . يُطلق على هذا العنصر اسم "الجذر" أو العقدة الجذرية . الجذر هو العقدة الابتدائية. لكن العكس ليس صحيحًا: فالهياكل الشجرية اللانهائية قد تحتوي أو لا تحتوي على عقدة جذرية.
أسماء العلاقات بين العُقد تُحاكيمصطلحات القرابة في العلاقات العائلية. وقد حلت الأسماء المحايدة جنسيًا "الأصل" و"الفرع" إلى حد كبير محل المصطلحات القديمة "الأب" و"الابن". لا يزال مصطلح "العم" يُستخدم على نطاق واسع للعقد الأخرى على نفس مستوى الوالد، على الرغم من أنه يتم استبداله أحيانًا بمصطلحات محايدة بين الجنسين مثل "ommer". 
- "عقدة "الأب" هي عقدة أعلى درجة واحدة في التسلسل الهرمي (أي أقرب إلى عقدة الجذر) وتقع على نفس الفرع.
- تتشارك العقد "الأشقاء" ("الأخ" أو "الأخت") نفس العقدة الأصلية.
- "أعمام" العقدة (أحيانًا "أعمام") هم أشقاء العقدة الأصلية لتلك العقدة.
- تُسمى العقدة المتصلة بجميع العقد ذات المستوى الأدنى بـ "السلف". العقد المتصلة ذات المستوى الأدنى هي "أحفاد" العقدة الأصلية.

يُوضّح المثال أنّ "موسوعة" تمثل الأصل لكل من "العلم" و"الثقافة"، وهما فرعان منها، بينما "الفن" و"الحرفة" يُعدّان شقيقين وفرعين من "الثقافة"، التي تُعد بدورها أصلهما، وبالتالي واحدة من أسلافهما. تُمثّل "الموسوعة"، بصفتها جذر الشجرة، سلفًا لكل من "العلم" و"الثقافة" و"الفن" و"الحرفة". وتُعدّ "العلم" و"الفن" و"الحرفة"، بوصفها أوراقًا، غير سابقة لأي عقدة أخرى.
يمكن لهياكل الشجرة أن تُصوّر جميع أنواع المعرفة التصنيفية ، مثل أشجار العائلة ، والشجرة التطورية البيولوجية، والشجرة التطورية لعائلة لغوية ، والبنية النحوية للغة (ومن الأمثلة الرئيسية S → NP VP، مما يعني أن الجملة تتكون من عبارة اسمية وعبارة فعلية، ولكل منهما مكونات أخرى تحتوي بدورها على مكونات أخرى)، والطريقة التي تُرتب بها صفحات الويب منطقيًا في موقع إلكتروني، والأشجار الرياضية للمجموعات الصحيحة ، وما إلى ذلك.
يُسجل قاموس أكسفورد الإنجليزي استخدام كل مِنْ مُصطلحي "هيكل الشجرة" و"مخطط الشجرة" منذ عام 1965 في كتاب جوانب نظرية بناء الجملة لنعوم تشومسكي . 
يُرسم في هيكل الشجرة مسارٌ واحد فقط لا غير بين أي نقطتين.
يستخدم علم الحاسوب هياكل الشجرة بشكل واسع ( انظر شجرة (هيكل البيانات ) والاتصالات .)
للحُصول عَلى تعريف رسمي انظر نظرية المجموعات ، وللتعميم الذي فيه لا يكون الأبناء بالضرورة خلفاء، انظر ترتيب البادئة .

## أمثلة على هياكل الأشجار
- إنترنت:
  - التسلسل الهرمي لشبكة usenet

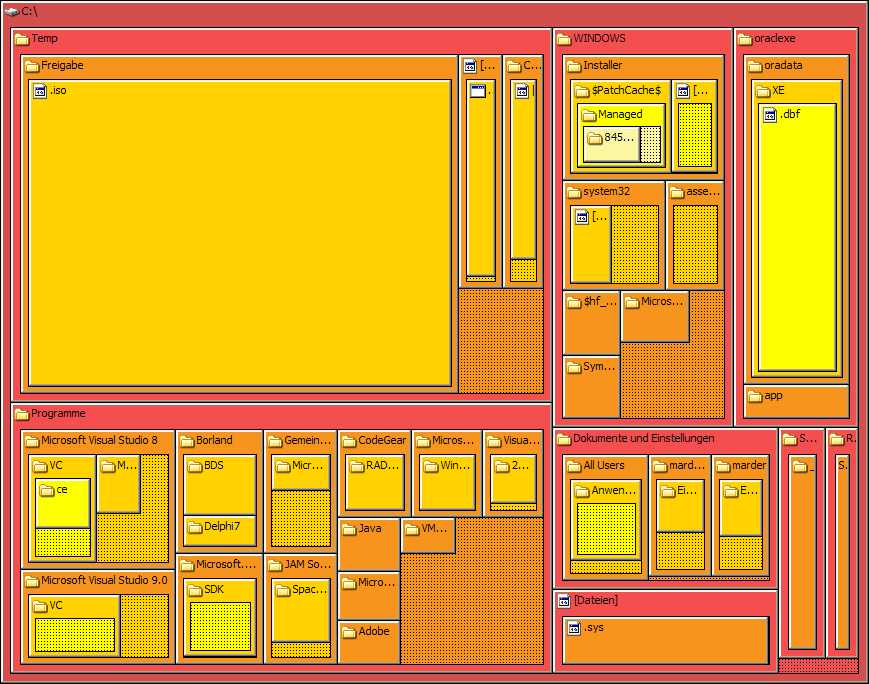
خريطة شجرة تستخدم لتمثيل بنية الدليل كمجموعة متداخلة

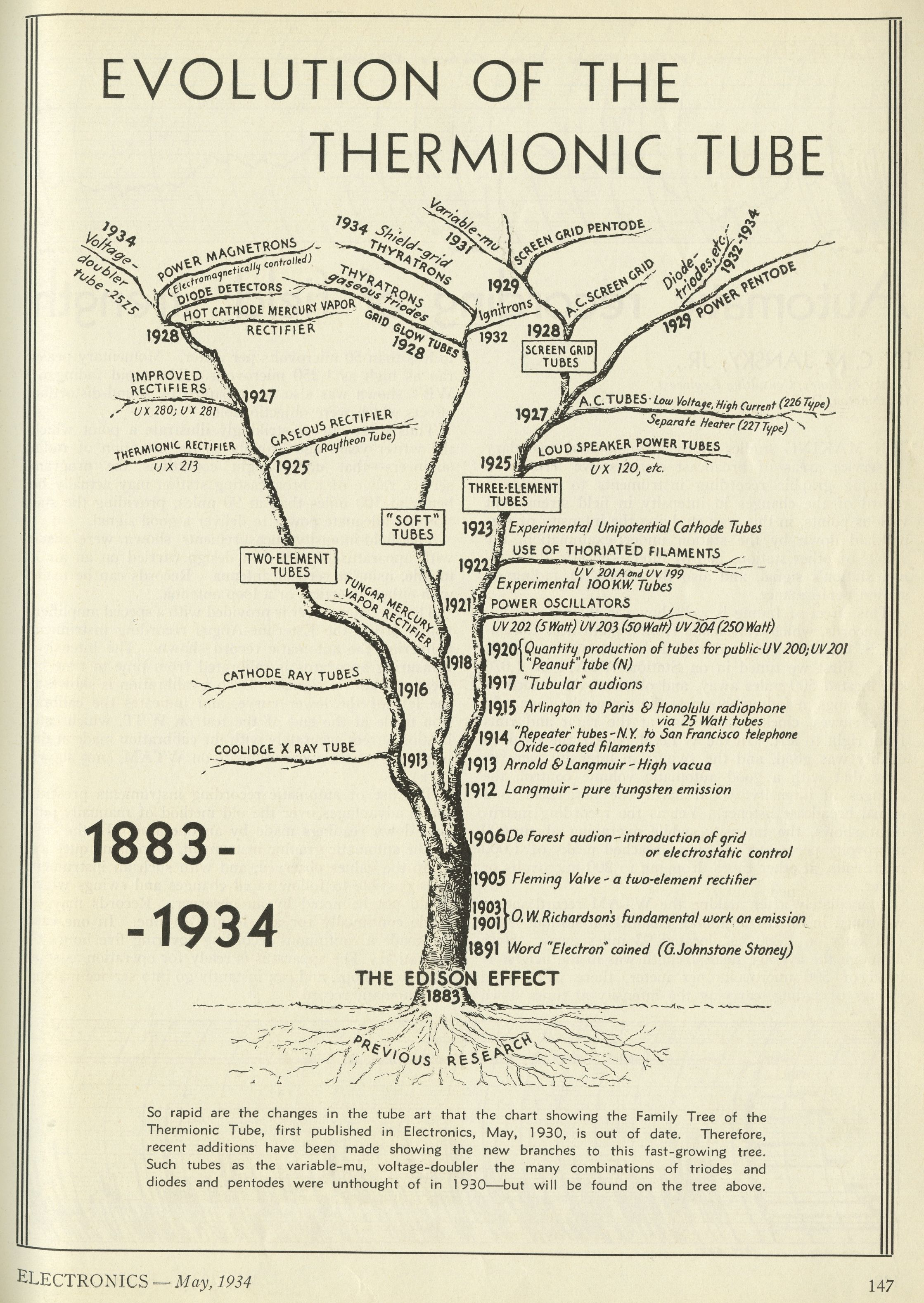
رسم تخطيطي على شكل شجرة يوضح "تطور" الأنابيب الحرارية (نوع من الأنابيب المفرغة) بين عامي 1883 و1934

  - البنية المنطقية لنموذج كائن المستند ، [3] فهرس موضوعات Yahoo !، Curlie
- نظام التشغيل : بنية الدليل
- إدارة المعلومات: نظام ديوي العشري ، PSH ، هذه القائمة الهرمية المنقطة
- الإدارة: الهياكل التنظيمية الهرمية
- علوم الحاسوب:
  - شجرة البحث الثنائية
  - شجرة حمراء-سوداء
  - شجرة AVL
  - شجرة R
  - شجرة لوغاريتمية مزدوجة
- علم الأحياء: الشجرة التطورية
- الأعمال: مخطط البيع الهرمي
- إدارة المشاريع: هيكل تقسيم العمل
- اللغويات:
  - (النحو) أشجار بنية العبارة
  - (اللغويات التاريخية) نموذج الشجرة لتغير اللغة
- الرياضة: شطرنج الأعمال ، أقواس التصفيات
- الرياضيات: عالم فون نيومان
- نظرية المجموعة: الأشجار المتحدرة

## تمثيل الأشجار
هناك العديد من الطرق لتمثيل هياكل الشجرة بصريًا. وفي الغالب، تتلخص هذا في الاختلافات، أو مجموعات، من بعض الأنماط الأساسية:

### مخططات العقدة والارتباط الكلاسيكية
مخططات العقدة - الرابط الكلاسيكية، التي تربط العقد مع بعضها البعض باستخدام أجزاء الخطوط:
| موسوعة  | موسوعة  | موسوعة |
| / ثقافة | / ثقافة | \ علوم |
| / فن    | \ حرفة  |        |
| ------- | ------- | ------ |

### المجموعات المتداخلة
المجموعات المتداخلة التي تستخدم الحصر أو الاحتواء لإظهار علاقة الأبوة؛من الأمثلة TreeMaps، وخرائط الكسورية، ومخططات أويلر :
| \| \| ثقافة \| \| \| فن حرفة \| فن حرفة \| فن حرفة \| \| ------- \| ------- \| ------- \| | علوم    |         |
|                                                                                           | ثقافة   |         |
| فن حرفة                                                                                   | فن حرفة | فن حرفة |
| ----------------------------------------------------------------------------------------- | ------- | ------- |

|         | ثقافة   |         |
| فن حرفة | فن حرفة | فن حرفة |
| ------- | ------- | ------- |

### مخططات "الجليد" الطبقية
مخططات "الجليد" الطبقية التي تستخدم المحاذاة/التجاور.
| موسوعة | موسوعة | موسوعة |
| ثقافة  | ثقافة  | علوم   |
| فن     | حرفة   |        |
| ------ | ------ | ------ |

### مخططات ومناظر الأشجار
القوائم أو المخططات التي تستخدم التراجع، وتُسمى أحيانًا " مخططات تفصيلية " أو " عرض الشجرة ".

مخطط تفصيلي:
موسوعة
ثقافة
فن
حرفة
علوم
منظر الشجرة:
- موسوعة
  - الثقافة
    - الفن
    - حرفة

  - علوم

### الأقواس المتداخلة
تَم مُلاحظة المُراسلات بين الأقواس المتداخلة لأول مرة بواسطة السير آرثر كايلي :
موسوعة ((الفن،الحرف،الثقافة،العلم)) أو موسوعة (ثقافة (فنون، حرفة، علوم)

### الأشجار الشعاعية
يمكن أيضًا تمثيل الأشجار شعاعيًا :
| فن \             | حرفة /  |
| ثقافة >          | ثقافة > |
| موسوعة           | موسوعة  |
| colspan="2" علوم |         |
| ---------------- | ------- |

## قراءة إضافية
يمكن التعرف على بعض الأنماط الأساسية لهياكل الأشجار في:
- جاك بيرتين ، علم العلامات الرسومية ، 1983، مطبعة جامعة ويسكونسن (الطبعة الثانية 1973،(ردمك 978-0299090609) ؛
- بريان جونسون وبن شنايدرمان ، " خرائط الأشجار: نهج ملء الفراغ لتصور هياكل المعلومات الهرمية "، في وقائع تصور معهد مهندسي الكهرباء والإلكترونيات (VIS) ، 1991، ص. 284–291،(ردمك 0-8186-2245-8) ؛
- بيتر إيدز ، تاو لين، وشيومين لين، "اتفاقيتا رسم الشجرة"، المجلة الدولية للهندسة الحاسوبية والتطبيقات ، 1993، المجلد 3، العدد 2، ص. 133–153.

## روابط خارجية
- تصور الأشجار التطورية على خادم T-REX
- استخدام هيكل الشجرة لتصميم عملية تجارية – من جمعية الاتصالات التقنية